# Netscape 7
Netscape 7 foi uma suíte de Internet de multiplataforma produzido pela AOL e Netscape em 2002 para substituir o Netscape 6. Essa foi a última versão de aplicativos Netscape em português, pois a AOL fechou suas portas no Brasil em 2006.

## História e desenvolvimento
Netscape 7.0 foi lançado em 2002. Foi baseado em um ambiente mais estável e notavelmente mais rápido Mozilla 1.0 core e empacotado com extras como integrada AIM e ICQ, e novos recursos, como navegação por abas.
A AOL anunciou em 15 de julho de 2003 que estava demitindo todos os seus agentes de desenvolvimento restantes a trabalhar no Netscape versão do Mozilla. Combinado com a AOL caso antitruste acordo judicial com a Microsoft para usar o Internet Explorer em versões futuras do software da AOL, isso parecia marcar o fim efetivo do desenvolvimento do Netscape 7, os projetos de código aberto, não obstante. Muitos acreditavam que versões novas do navegador não seriam liberadas e que a marca Netscape viveria como provedor de dial-up da AOL.
O Netscape 7.2 foi lançado em 17 de agosto de 2004, embora a AOL não queria qua a divisão da Netscape voltasse (em vez disso, desenvolveu em casa). Era muito semelhante ao do Netscape 7.1 e o único elemento novo no que foi o Netscape Toolbar, que foi desenvolvido pelo mozdev.org.
Muitos temiam que a versão 7.2 seria a última. Mas, em 2007, a AOL lançou o Netscape Browser.

### Lançamentos
- Netscape 7.0 PR1 - Release Preview 1
- Netscape 7.0 - 29 de agosto de 2002 (baseado no Mozilla 1.0.1)
- Netscape 7.01 - 10 de dezembro de 2002 (baseado no Mozilla 1.0.2)
- Netscape 7.02 - 18 de fevereiro de 2003 (baseado no Mozilla 1.0.2)
- Netscape 7.1 - 30 de junho de 2003 (baseado no Mozilla 1.4)
- Netscape 7.2 - 17 de agosto de 2004 (baseado no Mozilla 1.7)